# Vuk (boek)
Vuk is een kinderboek uit 1965, geschreven door de Hongaarse schrijver István Fekete. De succesvolle gelijknamige animatiefilm Vuk (1981) is op het boek gebaseerd. 

## Verhaal
Het boek gaat over het leven van een jonge vos genaamd Vuk, die zijn ouders en broers en zussen verliest als een jager hun schuilplaats ontdekt. Aanvankelijk lijkt het erop dat Vuk de enige is die aan de honden van de jager is ontkomen. Hij wordt door zijn oom Karak opgevangen en geadopteerd. 
Later blijkt echter dat ook Vuks zusje nog in leven is, maar nu door de jager gevangen wordt gehouden. Vuk en zijn oom helpen haar ontsnappen. Tijdens het oogstseizoen weten ze eerst nog uit handen van de mensen te blijven. Later komt ook Karak door een schot van de jagers alsnog om het leven, waarna Vuk en zijn zusje helemaal op elkaar zijn aangewezen. 
Ten slotte weet Vuk's zus een partner te vinden bij wie ze intrekt. Niet veel later weet ook Vuk zelf een mooi vrouwtje, Csele, voor zich te winnen.

## Ontvangst
Het kinderboek eindigde op de 19e plaats in de Hongaarse versie van het BBC-programma The Big Read, waarbij ruim 400.000 stemmen werden uitgebracht op de favoriete boeken van het Hongaarse volk.